# Sumiyoshi-Schrein (Fukuoka)

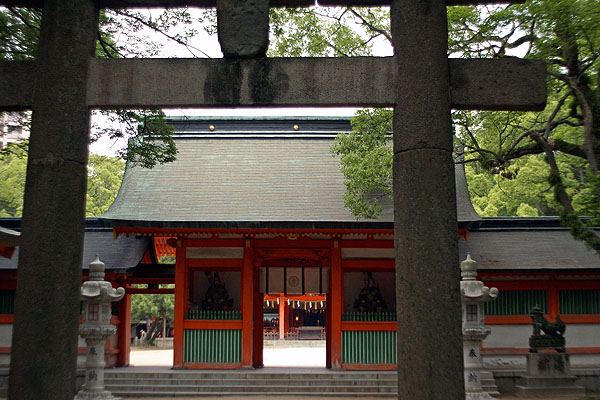
Frontansicht des Schreins

Der Sumiyoshi-Schrein (jap. 住吉神社, Sumiyoshi-jinja) ist ein Shintō-Schrein im Stadtbezirk Hakata-ku von Fukuoka. Er ist vermutlich der älteste Shintō-Schrein auf der japanischen Hauptinsel Kyūshū und gilt mitunter auch als ältester Sumiyoshi-Schrein überhaupt. Die gegenwärtigen Bauten stammen aus dem Jahr 1623 und wurden auf Befehl des damaligen Daimyōs Kuroda Nagamasa (黒田 長政; 1568–1623) fertiggestellt.
Er war von Anfang an den Drei Sumiyoshi-Kami geweiht, die hier ursprünglich von Jingū-kōgō verehrt worden sein sollen. Später wurden dann Jingū-kōgō und Amaterasu-ō-mi-kami als Gastkami (aidono-no-kami bzw. regional haishi) hinzugefügt. Eine Legende besagt, dass Jingū-kōgō in diesem Schrein eine Vision hatte, in der ihr vorhergesagt wurde, dass sie einen Sohn (den späteren Ōjin-tennō) gebären würde, sowie der Monat der Geburt selbst. 
Der Schrein gibt keine bun-rei an andere Schreine, sondern nur an Schiffe bei Absolvierung des Stapellaufs, an Reedereien und an Familien. Für Gebete rein persönlicher Natur gibt es eine spezielle Halle (kitō-den) auf dem Schreingelände.
Die Priesterschaft am Schrein ist erblich und glaubwürdigen Quellen nach für mindestens 44 Generationen verbürgt. Noch bis in das 20. Jahrhundert herrschten sehr strenge Reinlichkeits-Regeln für den ansässigen Priester, so durfte dieser z. B. nach dem Tod eines seiner Elternteile für 13 Monate an keinem Matsuri teilnehmen; auch war ihm die Nahrungsaufnahme im eigenen Haus verboten, wenn eines der dort wohnenden weiblichen Mitglieder seiner Familie menstruierte.
Eine Besonderheit der Reinigungs-Riten am Schrein besteht darin, dass die Waschungen am Morgen des Nago-shi-sai mit heißem anstatt eiskaltem Wasser durchgeführt werden.
Das Nago-shi-sai findet, basierend auf dem Lunarkalender, vom 30. bis zum 31. Juli am Ufer des Nakagawa statt. Währenddessen wird für die Reinheit von Geist und Körper sowie die Beseitigung von Unglück gebetet.